# أدريان رولس
أدريان رولس (بالإنجليزية: Gustavo Ruelas)‏ (بالإسبانية: Adrián Ruelas)‏ هو لاعب كرة قدم أمريكي ومكسيكي في مركز الهجوم، ولد في 18 مارس 1991 في فونتانا في الولايات المتحدة. شارك مع منتخب الولايات المتحدة تحت 20 سنة لكرة القدم. أما مع النوادي، فقد لعب مع تيبورونيس روخوس دي فيراكروز وسانتوس لاغونا ونادي تشياباس ونادي سلتيك.

## وصلات خارجية
- أدريان رولس على موقع قاعدة بيانات كرة القدم.إي يو (الإنجليزية)
- أدريان رولس على موقع Soccerway.com (الإنجليزية)